# LORD of VERMILION
『LORD of VERMILION』（ロード オブ ヴァーミリオン）は、スクウェア・エニックスより発売された日本のオンライントレーディングカードアーケードゲームである。ここではその続編の『LORD of VERMILION II』（ロード オブ ヴァーミリオン ツー）及び『LORD of VERMILION Re:2』（ロード オブ ヴァーミリオン アールイー ツー）についても記載する。続編およびパチスロについては『LORD of VERMILION III』（ロード オブ ヴァーミリオン スリー）を参照のこと。

## 概要
スクウェア・エニックス社のオンライン対戦型トレーディングカードゲーム。
主人公が描かれているプレイヤーカードとファンタジー世界に登場するモンスターの絵・能力が描かれたカード（使い魔カード）をテーブル型の読み取り筐体の上で操作し、リアルタイムで対戦を行うシステムとなっている。プレイヤーの情報はサーバで保存されており、ICカードで引き出される。データの転送はNESYSを利用している。筐体は悠久の車輪と共用しており、ゲーム画面に加えプレイスクリーン（カードを動かす部分）にも画像が表示される。筐体の左右両方に、同じ機能の決定/技ボタン、キャンセル/アルティメットスペル/降魔ボタンが計2組と、左側には8方向レバー、右側にはスタートボタンと技ロック/切り替えボタンが配置されている。ICカードの使用は必須で、100回のプレイ回数が設定されており、0になるとカードを更新する必要がある。なお、100日以上プレイしないままだとそのICカードは度数を使い切った扱いになり使用不能になるが、新たなカードに更新すれば、既存の情報を失わずにプレイを再開できる。
スクウェア・エニックスとしては、原作のないオリジナル物では初めてのアーケードゲーム直接参入となる（原作付はドラゴンクエスト モンスターバトルロードがあり、悠久の車輪は開発のみ。また、間接参入としては、旧スクウェアのエアガイツや旧エニックスのバストアムーブがあり、どちらも販売はナムコである）。カードイラストのイラストレーターは、Iでは天野喜孝や萩原一至等有名な人物を含み、自社製品（ゲーム以外にも、出版している雑誌を含む）に参加した人物が主である。ただしIIになるに当たり、有名イラストレーターは減らされエンディングのクレジットからもはずされていた。その後マイナーバージョンアップに伴い上記イラストレーターの復活や、新たなイラストレーターが参加している。

## ストーリー
- LORD of VERMILION

7つの多次元世界が、ある時≪大崩壊≫により1つに融合してしまい、各世界の生物が1つの世界に混在する事になってしまった。各世界を支えていた紅蓮の魔石≪アルカナ≫を持つ6人の≪ロード≫は、全ての次元世界を束ねる王「ロード・オブ・ヴァーミリオン≪紅蓮の王≫」になるべく、互いの≪アルカナ≫を奪おうと争っていた…。
- LORD of VERMILION II

「ロード・オブ・ヴァーミリオン」となった主人公。しかしその直後自らを封じ長い眠りに入る。前作から3年後、その眠りから覚めたところより物語は始まる。

### プレイヤーキャラクター
主人公は、7個目の≪アルカナ≫を持つ赤い目の戦士で、契約を交わした使い魔達と共に、6人の≪ロード≫に戦いを挑む。男性か女性かを選択可能で、性別によって装備イラストが変わる。男性はニド、女性はリシアという名前が付けられており、これはプレイヤーネームとは別に設定される為変更は不可。ステータスに差異は無い。またニドとリシアは兄妹であり、選ばれなかった主人公は死亡している設定になっている。

## システム
各ゲーム開始毎に、以下のモードを選択可能。
- チュートリアルモード - 挿入したICカードでの初回プレイ時のみ選択可。基本・応用編の2プレイを行う。
- ストーリーモード - 対CPU戦。
- ローカル対戦モード - 対店内プレイヤー戦。
- オンライン対戦モード - 対他店プレイヤー戦。
- 全国大会モード - 2008年11月より導入されたローカル対戦モード。店舗側が設定することで大会設定でプレイが可能となる。
- イベント大会モード - 2009年3月よりイベント開催時のみ表示されるオンライン対戦モード。イベント中でも上記のモードは選択可能。

画面に主人公と使い魔（両方まとめて記述する場合、以下はキャラクターと表記）の攻撃範囲が表示され、その中に敵が入れば自動的に攻撃する。戦闘でダメージを受けた使い魔は、パーティー待機場所（ストックプレイス）に戻せば時間と共にHPが回復し、死亡した使い魔も、ストックプレイスに戻せば時間が経つと復活する。主人公が死んでも同様で、パーティーが全滅した場合は、主人公はストックプレイスに復活し、控えの使い魔がいればそれと共に再出撃できる。主人公やゲームで使った使い魔には経験値が与えられてレベルが上がり、ゲーム（コンティニューした場合は最終ゲーム）終了時には1ゲーム毎に1枚の使い魔カードが排出される（但し、料金設定で0クレジットに設定されているコンティニューについてはカード排出されない。また店舗側でカード排出無しを設定可能）。対人戦の成績により称号が付与され、称号があがるとより強い武器や防具が手に入る可能性があるほか、対人戦のマッチングに影響する。また使い魔の攻撃属性を一定のものにそろえる・ゲスト作品のキャラクターを使用する等の特殊な条件を満たした状態で対人戦で複数回勝利する等の特定の条件を満たした際に得られる特別称号が存在する。
- LORD of VERMILION

使い魔カードのレアリティにはSR（スーパーレア）、R（レア）、C（コモン）の3種類があり、入手しづらい順にレアリティが高くなっている。後のバージョンでは、能力及び絵的には同じCカードと変わらないが、カードにRのように光る特殊加工がされているEXC（エクストラコモン）が追加された。他に雑誌や公式グッズの付録、キャンペーンで使い魔カードを包んでいるピローに印刷されたマークを集めて応募することによりプレゼントされるなど、決して排出はされないPRカードも存在する。これはEXCカード同様、元になる各カードと能力的には代わりはないが、絵は元のカードと異なっている。
- LORD of VERMILION II

上記に加え、RとCの間の位置づけというUC（アンコモン）が追加された。また後のマイナーバージョンアップでUR（アルティメットレア）が追加されている（後述）。画集の特典などでついてくるものはPRのままだが、キャンペーンであたるカードについてはSP（スペシャル）カードと改称された。
- LORD of VERMILION Re:2

通常の使い魔カードの代わりに、降魔カードが排出されることがある。降魔カードには使い魔カードのように種族の区別がなく、弱点は主人公が設定した種族の弱点となる。レアリティが使い魔カード同様に設定されている。
ゲーム終了時に、主人公が装備する武器・防具がランダムに取得される。主人公の称号があがれば、より強い武器や防具を入手できる。

### 操作方法
プレイヤーカード・使い魔カード・降魔カードには向きがあり、キャラクターの攻撃方向（通常は前方）を指定する。レバーでパーティー（主人公・使い魔・降魔）全体を移動させ、プレイスクリーンで各キャラクター同士の相対位置・向きを指定する。プレイスクリーンは戦場全体ではなく一部を示しており、その範囲のみがゲーム画面に詳しく表示され、戦場全体についてはゲーム画面右下に簡易マップとしてのみ表示される。
主人公にはOVERKILLという選択した武器により異なる必殺技、各使い魔・降魔には特殊技があり、画面上に技ゲージが表示される。技ゲージが一杯ならば、キャラクターを選択（最後にカードを動かす）し技ボタンを押すと、技が発動できる。技ゲージは時間で回復するので、技はゲーム中何回でも使用できる。特殊技はカードごとに異なるため、その選択も重要である。
- LORD of VERMILION

主人公にはOVERKILLの他にサクリファイス能力があり、1ゲームにつき1回、主人公を使い魔に憑依させることができる。サクリファイスには憑依させた使い魔の体力を完全回復させ、一定時間使い魔のステータスに主人公のステータスを付加、攻撃範囲の拡大、移動速度を上昇させる効果がある。これは画面上に存在する使い魔の1体を指定し、サクリファイスボタンを押すことで発動する。サクリファイスを発動する際は主人公は必ずフィールド上で生存していなければならず、サクリファイスの効果時間中は主人公はフィールド上から消え、効果終了後サクリファイス直前の状態でフィールドに戻る。
- LORD of VERMILION II

前作とは異なり、主人公にはアルティメットスペル（以下US）を使用する能力がある。USはレベルが3段階に分かれており、ゲージがたまる毎に高いレベルのUSが発動可能になる。USは9種類（サクリファイス、キュアオール、リザレクション、シーリング、クイックドライブ、アディション、クロノフリーズ、リターンゲート、アウェイク）からレベル1〜3までに1種類ずつ、合計3種類選択し、レベル毎に1回ずつ、1ゲームにつき最大3回使用できる。また前作同様USを発動させるには、主人公がフィールド上で生存していなければならない。USの効果はレベルが高いほど使用効果や持続時間等が高くなる反面、使用まで時間がかかる上、同じUSを違うレベルで設定すること（サクリファイスをレベル1とレベル2に登録する等）はできず、必ず別のものを選択しなければならない。USの選択、組み合わせが勝利の重要なカギとなってくる。
- LORD of VERMILION Re:2

主人公にはUSまたは降魔召喚を使用する能力がある。前作と違いUSはレベルが2段階になり、ゲージがたまる毎に高いレベルのUSが発動可能になる。USは9種類（IIと同種）からレベル1〜2で1種類ずつ、合計2種類選択し、レベル毎に1回ずつ、1ゲームにつき最大2回使用できる。その他のUSの制限はIIと同様。
またUSと排他的に降魔召喚を使用でき（一度でもUSを使用した場合降魔は召喚できない。また降魔を使用したあとはUSのゲージは上昇するがUSは使用不可となる）、使い魔とは別の降魔をサクリファイスと同様の強化状態でフィールドに召喚することができる。この際フィールド上の味方キャラクターは全て一定時間消滅し、強化状態が解除されたあと再びフィールド上に戻る。その際降魔が倒されていなければフィールド上に最大5体のキャラクター（主人公・使い魔3・降魔1）が出現し、以降はストックエリアに戻っても再度その5体構成で出現・戦闘することができる。降魔で相手を倒すと敵アルカナゲージを減らすことができるが、降魔が倒されると味方アルカナゲージが減ってしまう。また召喚後の強化状態で降魔が倒された場合、降魔及び強化前のフィールドにいたキャラクターは全員死亡し全滅扱いとなってしまう。
US及び降魔召喚を発動させるには、主人公がフィールド上で生存していなければならない。降魔召喚はUSのレベル2と同じ時間が必要となり、またどちらかを使用するともう片方が使用不可となるため、どのタイミングでどちらを使用するかが重要である。

### ルール
制限時間内に、フィールド内に3つある敵のアルカナストーンを制圧すれば勝利となる。制限時間内に勝負が付かない場合は、より多く制圧した側が勝利する。アルカナストーンの制圧は、味方パーティが敵アルカナストーンの制圧範囲に入るか、敵パーティを全滅させる、アルカナストーンゲージを減らす特殊技を使う、敵降魔を倒すの4通りの方法がある。
アルカナストーンの制圧は、味方パーティの数が多いほど早めることができる。また、敵が味方アルカナストーンを制圧している場合、味方パーティを制圧範囲に入れることで妨害することができる。
各使い魔カードにはコスト（10〜30の5刻み）が表示されており、その合計が制限値 (90) 以下でさえあれば、最大9枚までゲームに登録できる。ただし、同じ使い魔及び同じとみなされる使い魔は1枚しか登録できない。たとえば後のバージョンで追加されたSR【掌握】セラフとRセラフは同時に登録できない。一度に出撃できる使い魔は最大3枚で、それ以外の登録された使い魔は控え位置に配置し、パーティーメンバーを入れ替えて出撃する事になる。パーティーの移動速度（4段階）は、主人公を含めた一番遅いメンバーの速度になる。
使い魔にはスキルという能力を持つものがあり、該当するスキルをもつ使い魔のいるパーティは下記施設の封印速度及び封印を解除する速度が速くなる。II以降ではさらに、ストックプレイスに置いているときに選択する（一番左側に配置する）ことでフィールドのキャラクターに効果を発動するサポートスキルが追加されている。複数のスキルを持つキャラクターもいるが、Iでは同じスキルは1つ（例: シールド）だったが、IIではWスキル（例: Wシールド）、II ULTIMATE VERSION以降はTスキル（例: Tシールド）が設定されており、後者のほうが効果が高い。

### 施設
フィールド内には、プレイを有利に進めるための施設が存在する。プレイ開始時は敵・味方共に施設は封印されていない状態であり、いかに味方の施設を封印させずに相手の施設を封印するかという駆け引きが必要となる。また、使い間の特殊技によっては特定の施設を封印している・されていることで特殊技の効果が上がるものもある。
ゲート
プレイヤーが出撃するための施設で、フィールド内に3ヵ所存在する。使い魔の交換や回復を行うためのストックプレイスへの行き来は、この施設から行う。ゲートを封印すると、そのゲートから出撃する際に多くの時間を掛けさせることができる。また、他のゲートからの出撃も通常よりかかるようになる。
サーチ・アイ
全体マップにて、敵の大まかな位置を知るための施設。サーチ・アイを封印すると、敵から味方の位置が分からなくなるだけでなく、味方の情報（残り体力や攻撃力・守備力など）を知られなくなる、味方パーティの移動速度が上がるなどの利点を得ることができる。
アルカナストーンシールド
アルカナストーンの防御力を上げるための施設。アルカナストーンシールドを封印すると、アルカナストーンの制圧速度を早めることができる。
ライフ・モニュメント
「ストーリーモード」のBOSSステージにしか出現しない施設。ライフ・モニュメントを封印することで、BOSSに弱点を付加することができる。
これらの施設は、味方パーティを敵施設の封印範囲に一定時間入れることで機能をしばらくの間停止させることができる。味方施設が封印された場合、時間経過でも修復されるが、味方パーティが施設の封印範囲に入ることで、封印修復を早めることができる。

## 内容

### ステージ
戦場は、敵味方で点対称になっており、各アルカナストーンや施設の位置や数、パーティー出撃場所も同様である。
ストーリーモードの場合、複数のシナリオ（ステージ）を選択でき、シナリオに勝利すれば、新たなシナリオが追加される。またストーリーモードを全シナリオ攻略した場合は難易度の高いハードモード、更にそれもクリアすると最高難易度のベリーハードが追加される。IIにおいて、前作のシナリオをプレイすることはできない。

### プレイヤー側キャラクター
プレイヤーキャラクター（主人公）
初回プレイ時に性別を選択する。同時に登録するプレイネームはプレイヤーのランキング表示用で、ゲーム内の主人公の名前（男性はニド、女性はリシア）は固定である。主人公は≪アルカナ≫を持つ為、契約した使い魔（プレイヤーが所持するカード）を召喚できる特殊能力がある兄妹という設定で、自身の職業は武器を使って戦う戦士と固定である。主人公自身も使い魔同様に戦闘に参加し、プレイスクリーンで操作するので、スターターパックには主人公を示すプレイヤーカードが入っている。従って、各プレイヤーはスターターパックを必ず1個は購入する必要がある。ただし、雑誌の付録等に付属していたプレイヤーカードを持っていた場合、その限りでは無い。主人公の種族（攻撃・弱点属性）や装備する武器（攻撃範囲・攻撃対象数・必殺技が変わる）・防具（重量によりHP・移動速度が変わる）は毎回選択し直せる。主人公の装備には、武器と、防具である頭部装備、胴部装備、盾の4種がある。武器には片手武器（片手剣等）と両手武器（杖・槍等）があり、片手武器を装備した場合のみ、盾が装備できる。重い防具は主人公のHPが上がるが、移動速度が落ちる。同じ装備で攻撃属性が違う物があるため、パーティーの使い魔の攻撃属性の不足を補う等の戦略が必要となる。
また片手武器は単体攻撃を行い盾が装備できるが、両手武器は盾が装備できない代わりに複数・拡散攻撃が可能。
使い魔
7つの種族（IIでは5つの種族）の内1つに属し、それで弱点属性が定まる。攻撃属性・範囲や特殊技は、各使い魔カードそれぞれで固有である。主人公と同じ種族を登録した場合、能力値が上昇する。初期バージョンでは150種あり、ファンタジーでよくあるモンスターの他、ファイナルファンタジーシリーズに登場した物と同名で同様の能力を持つ物が含まれる。スターターパックに入っている使い魔カードの種類は固定。
ドゥクス
主人公の育ての親であり武術の師でもある人物。ニドとリシアの幼い頃、2人の父親に仕えていた友人でもある。ゲーム上においてチュートリアルでの案内役を行ったり物語上で口数の少ない主人公の代わりに台詞を多く話す。
その正体はストーリーモードの最終ステージにてゼウスによって生み出された機甲であり主人公の集めたアルカナを奪う命令をされていたが、主人公の亡き父親とのある約束を果たす為に命令を無視、謀反し最終的には主人公側に就く。
無料配布されているゲーム説明も書かれた小冊子ではゲーム説明人として登場するも、登場と同時に筐体を壊す・ヴォーパルバニーに蹴られる・スライムに取り込まれる・挙げ句の果てにはゲーム説明を聞いて貰おうと見事な土下座までする等、ゲーム内とは異なり完全なギャグキャラとなっている。なお、II及びRe:2のゲーム小冊子においても説明人をしている。
サキュバス
ゲームで排出される魔種の使い魔。ゲームでも初期から魔種を支える重要なカードであり特別なPRカードも製作された。雑誌アルカディアのLoVコーナーでもデフォルメの彼女が登場するなど、実質的なLoVのマスコット。IIになった際、当初は排出されずIIのゲーム説明書のマスコットも別のキャラクター（スターターパックに含まれているトリフィド）になったが、その後人気によりRカードとして復活しただけでなく、再度PRカード、さらにSPカードも製作された。

### 敵キャラクター
対戦モードでは敵プレイヤーと同じ条件で戦うので、各キャラクターのレベルや出てくる使い魔の種類しか差はない。
ストーリーモードでは、敵使い魔が強力なモンスターに置き換えられており、敵パーティー以外にも、敵の各アルカナストーンや施設に敵使い魔が配置されている場合がある。
また勝利条件が通常戦の場合とボス戦で異なり、通常戦なら上記のルールと同じ条件だが、ボス戦はボスに指定された敵使い魔を倒す事自体が勝利条件となっており敵側にはアルカナストーンなどは存在しない。制限時間以内に撃破出来なければたとえアルカナストーン残量が敵より多くても敗北扱いとなる。

### 種族

#### LORD of VERMILION
ここではおおまかに7つの種族について述べる。
超獣
セイレーンやコカトリスといった、獣や獣人等の異形の姿を持つ種族。攻撃面に特化した種族であり、攻撃力が高く特殊技も攻撃的なものを所有する者が多い。また、殆どの使い魔が速度3、4と移動速度も速い。反面、防御力も全種族最低クラスであり、他の種族よりもアルカナ制圧能力も低い。スキル持ちも比較的少ない。また、バージョンアップによりユニークな戦闘特化の特殊技を持つ使い魔が増え、戦闘の強さにおいては全種族中トップクラスになったと言える。炎が弱点。
亜人
ウィッチやバーサーカーといった、人類に最も近い種族で構成されている。能力的にはバランスが良いタイプであるが、移動速度が低く、稼動当初は亜人を中心にしたデッキは扱いが難しかったが、後に高水準のステータス、特殊技を持つカードが多く出た事で戦闘能力、アルカナストーン制圧力共に上昇した。炎が弱点。
神族
オーディン、ペガサス等の神や天使で構成された種族。ただしネプチューンやポセイドン等、神話上の神でも海に関するものは一部海種に分類されている。特殊技の種類が豊富であり、移動速度が高い使い魔が多い。また稼動初期からは全体的な能力値がトップクラスである為、優秀な種族であるといえる。しかし優秀な攻撃力上昇能力を持つ使い魔がおらず、戦闘能力は全種族最低クラスであるが、それをダメージ系、妨害系の特殊技で補うことが可能。また自軍施設の封印と効果終了時の自身死滅と引き換えにATK、DEF、SPEEDを大幅に上昇させるアフロディーテが追加されたことで、一時的ながら圧倒的な攻撃力が出せるようになった。また神々への離反でヴァルキリープロファイルよりレナスやフレイ、新たなる胎動では黒神のクロ、煉獄からの誘いではスターオーシャンシリーズの隠しボスであるガブリエセレスタとイセリアクイーン、ファンタジーアースゼロからティファリスがゲスト使い魔として出たこともあって、魔種に並んで人気は高い。闇が弱点。
魔種
バハムート、イフリート、サキュバスといった、魔神、悪魔で構成された種族。全種族において攻撃力の高さが最も高く、攻撃属性も幅広い。防御力は低めに設定されているがそれを補う能力を持つ使い魔が多く全体的な戦闘能力は高い。性能の良い使い魔が多く追加されていることもあり、優秀な種族であるといえる。更にファイナルファンタジーシリーズにおいて知名度の高いバハムートがいることや、ドラッグオンドラグーンのアンヘル等が追加されたこと等から、稼動初期から人気の種族である（Ver1.1神々への離反以降、使い魔の使用回数ランキングトップ3を魔種のサキュバス、メデューサ、マンティコアが独占していた）。撃が弱点。
海種
リヴァイアサンやマーメイドといった、大海に住まうキャラで構成された種族。HPが高く能力も比較的バランスが良く、扱いやすい種族である。しかし、神々への離反によるカード追加では、全使い魔の中で最高クラスの防御力を持つテティスが出たものの、弱点である雷属性攻撃を持つ使い魔が多く追加されただけでなく、亜人や不死に追加されたアルカナスキル持ちのキャラがいないこともあり、不遇の扱いを受けていた。が、煉獄からの誘いでは他種族に多い強力な特殊技を持つ使い魔が登場。混沌への回帰では移動速度は遅いがリヴァイアサンやテティスに匹敵する高い戦闘能力を持つシヴァや神族のアフロディーテと同じ強力な特殊技を持つアクアナイトが追加されたことにより神々への離反の時に比べると大幅強化されている。雷が弱点。
機甲
太古から伝わる禁呪によって生を受けた、機械の体をもつ種族。防御力が高く、移動速度が遅い。また、アルカナストーン制圧が速くなるアルカナスキルを持つ使い魔が多い為、アルカナ制圧に強い。種類も少なく、更にはほとんどがレアやスーパーレアばかりな為、機甲中心のデッキを作るのはかなり難しいが、使いこなせば強い。神々への離反において機甲のコモンカードが増えたことで、以前よりは機甲のデッキを作りやすくなった。しかし新たなる胎動においてアルカナスキルを持つ使い魔全てが攻撃射程が短くなるという修正を受けアルカナスキル持ちの多い機甲は戦闘面において多少厳しくなった。使い魔の名前は全て恒星の名前からつけられている。雷が弱点。
不死
ヴァンパイア、ゴーストといった、アンデッドを中心として構成された種族。防御力が高い為撃たれ強いものの、全体的な攻撃力と移動速度が他の種族に比べて低めである。シールドスキルを持つ使い魔が多く、ユニークな特殊技（相手から見えなくなる、相手のマップに自パーティーのダミーを表示する等）をもつ使い魔が多いことが特徴。また、神々への離反において、ヴァルキリープロファイルのブラムスやレザードを始めとした移動速度や攻撃能力の高い不死の使い魔が追加されたことで攻守共に優れる強力な種族となった。煉獄からの誘いでは条件付きで攻撃・防御力が大幅上昇する能力を持つヘルが登場し今まで以上に戦闘能力が高くなっている。光が弱点。

#### LORD of VERMILION II
前作から種族が統合され5つとなっている。超獣と亜人が統合され人獣（炎が弱点）となり、また機甲がなくなった。Iの機甲は海種扱いとなり、種族ボーナスも海種として与えられる。
人獣
超獣と亜人が統合された種族でサポートスキルが豊富ではあるものの、ファイナルファンタジーIVのカインやエッジのような攻撃力と移動速度は高いが防御力が低くフィールドスキルが乏しい使い魔が多い為Iと比べると亜人よりは超獣に近い。
神族
速度が高くフィールドスキルが豊富なのは変わらず。IIではロマンシング サ・ガ2のワグナスやトールのような戦闘特化の使い魔が登場した為Iに比べ戦闘寄りな編成が出来る。
魔種
攻撃力が高く戦闘向けなのは変わらず。ただし前作に魔種に多くいたシールドスキルを持つ3速の使い魔の長所である「移動速度を落とさずに制圧力を維持する」ことがIIの仕様変更によりやりづらくなっている。その為制圧力を維持するには2速にしか存在しないWシールドスキルを持つクリーチャーを採用する必要がある。
海種
能力のバランスが良く扱いやすいのは変わらず。しかしIIにおける海種は移動速度の高い使い魔はスキルが乏しく移動速度の低い使い魔はスキルが豊富であり、機動力と制圧力のどちらを重視するかで戦術が大きく変わってくる。
不死
シールドスキル（Wシールドスキル含む）を持つ使い魔が多くトラップ技が強力なのは変わらず。しかし前作に比べて全体的な防御力は低くなっているためI以上に駆け引きに持ち込む戦術が必要になってくる。

### 用語
アルカナ
創世の神の心臓より生み出された、紅蓮の魔石。7個あり、各次元世界を支えていた。
ロード
≪アルカナ≫を持つ6人の人物。契約した使い魔を召喚できる。
ロード オブ ヴァーミリオン≪紅蓮の王≫
7個の≪アルカナ≫全てを入手するとなれる、7つの次元世界全てを束ねる王。
大崩壊
12年前、ある人間の王が、各次元世界から≪アルカナ≫を奪って≪紅蓮の王≫になろうとし、失敗した為起きた災厄。7つの多次元世界全てが1つに融合してしまった。

## 参加イラストレーター
| LORD of VERMILION〜                                                                                               | | | |
| - 相場良祐 - 天野シロ - 天野喜孝 - 板鼻利幸 - 伊藤龍馬 - 大久保篤 - コザキユースケ - 沙村広明 - 末弥純 - 田島昭宇 | - 丹野忍 - 寺田克也 - 直良有祐 - 野村哲也 - 皆葉英夫 - 吉田明彦 - タケダサナ - 萩原一至 - 藤坂公彦 - 山下しゅんや | - 一徳 - 甲壱 - 小城崇志 - 駒田絹 - 山宗 - 杉浦善夫 - 仙田聡 - 高村英彰 - 塚本陽子 - 緑川美帆          | - D-SUZUKI - Nottsuo - キムヒョンテ - Todd McFarlane - 梁慶一 - 朴晟佑 - 真嶋杏次 - 輪くすさが - Ferrari Roberto |
| Ver.1.1 神々への離反〜                                                                                            | | | |
| - 吉成鋼 - 安倍吉俊 - 吉成曜                                                                                      | | | |
| Ver.1.2 新たなる胎動〜                                                                                            | | | |
| - 春乃壱 - タカヤマトシアキ - 前河悠一 - Tomatika                                                                 | - 今井神 | | |
| Ver.1.3 煉獄からの誘い〜                                                                                          | | | |
| - KEI - 廣岡政樹 - エナミカツミ - 増田幹生                                                                        | | | |
| Ver.1.4 混沌への回帰〜                                                                                            | | | |
| - 枢やな | | | |
| LORD of VERMILION II〜                                                                                            | | | |
| - オグロアキラ - 吉岡愛理 - Marcelo Vignali - Aleksi Briclot                                                      | - 村山竜大 - yocky - 茂木雄介 - Daarken                                                                           | - Greg Staples - D.Alexander Gregory - 松田俊孝 - Kev Walker                                           | - Scott M. Fischer - Donato Giancola - ヒロアキ - 白亜右月                                                       |
| Ver.2.1 深淵ヨリ招かれしモノ〜                                                                                    | | | |
| - みつみ美里 - 泉沢康久 - 山口龍 - 岩佐有祐                                                                       | - 小林智美 - KKUEM - 柴乃櫂人                                                                                     | | |
| Ver.2.5 ULTIMATE VERSION〜                                                                                        | | | |
| - HACCAN - 原田たけひと - redjuice - 凪良                                                                         | - 幡池裕行 - 久方綜司 - 姉崎ダイナミック - 池田宗隆                                                               | - wolfina - Pipiko - RARE ENGINE - 松下進                                                              | - るろお - コタニ：トモユキ                                                                                      |
| Ver.2.6 ULTIMATE VERSION 狂気ノ輪廻〜                                                                             | | | |
| - 筑波マサヒロ - THORES柴本 - Mark Zug - タイキ                                                                   | - 匡吉 - Ryo-ta.H                                                                                                 | | |
| LORD of VERMILION Re:2〜                                                                                          | | | |
| - 高橋武久 - ヤスダスズヒト - 菊池政治 - 平野克幸 - BUNBUN - HIMA - 森沢晴行 - 獅子猿                             | - 加藤勇樹 - 村瀬修功 - 石川ヒデキ - 中北晃二 - 中野友和 - 森利道 - 山×2 - 夕仁                                   | - ideolo - sime - 藤ちょこ - 05 - カジミヤ - 横田守 - 前田ヒロユキ - 哉ヰ涼                            | - Nardack - Archlich - 竹安佐和記                                                                                |
| Ver Re:2.1 〜慟哭〜                                                                                               | | | |
| - 川洋 - 碧風羽 - さるまたくみ - Tiv - 政尾翼 - 77gl - こやまひろかず - 加藤さやか - TOKIYA - toi8                | - v8 - さんば挿 - サンジゲン - オサム - うっけ - まき(enpitsu) - VOFAN - かんざきひろ - 藤真拓哉 - Niθ            | - 鈴平ひろ - 深崎暮人 - 優 - 竹 - H2SO4 - 海鵜げそ - 三輪士郎 - 山本ヤマト - カスカベアキラ - 八重樫南 | - ヤス - 長澤真 - 弘司 - saitom - Nidy-2D-                                                                       |
| Ver Re:2.2 〜再征〜                                                                                               | | | |
| - 副島成記 - 椎名優 - 緋色雪 - MID - 東冬 - ぷちでびる                                                            | - ELDENKA - タシロトジオ - 虫麻呂 - ミユキルリア - shun - 四季童子                                                | - okiura - 馬越嘉彦 - 清原紘 - 劇団イヌカレー - 倉花千夏 - 切符                                        | - すまき俊悟 - 千葉サドル - 魚 - みやま零                                                                        |

## 携帯サイト
本作でもゲームと連動した携帯電話専用の有料サイトが用意されている。
サイトではポイントを消費して待ち受けFLASHや着信ボイスをダウンロードしたり、ICカードを紛失してしまった場合に手続きを行うことで簡単に再発行をする事が出来る。
- LORD of VERMILION

標準では各種類5つずつしか保存できない武器や防具をより多く保存できる倉庫を利用することが出来、ゲームで獲得した装備品を保存したり好きな時に不要な装備品を廃棄することが出来た。装飾品を購入することで武器・防具が強化された。
- LORD of VERMILION II, Re:2

ゲーム中に廃棄した装備品をロストBOXから回収することができるようになった。Iの装飾品のサービスは廃止された。またポイントを消費して装備品を錬成し別の装備品に変化させる（同時に装備品自体の性能も上下する）錬金術研究所がある。またプレイによりたまるポイント（モバイルポイント）を消費して一部の使い魔の特殊技発動の際のボイスやシステムボイスを変更できるようになった。

## 稼動から現在までの諸状況
2007年12月7日から12月16日まで秋葉原HEY他にてロケテストが行われた。この時点では、製品版の本稼働は「2008年の新学期開始後、学生が暇になる時期」と予告されていた。
2008年2月のAOUアミューズメントエキスポに、遊戯可能な状態で出展された。本稼働時にも使用可能な限定使い魔カードをプレイした人に配布と宣伝したため、一般公開日には開場から3分と経たないうちに予定人数を超過した。
ロケテスト時のNESYSカード及び使い魔カード（38種）は製品版でも使用できたが、保存データはリセットされ、使い魔カードの能力は修正された。
稼動直後は通信関連のトラブルが相次ぎ、全国対戦を行っても結果がセーブされない、自分と相手のIC情報が入れ替わって記録されてしまうといったエラーが問題となった。
またゲームバランスの面でも、一部種族の優遇や、複数攻撃タイプのキャラクターによるsmash攻撃（複数smash）が異常なダメージを与えてしまう不具合、レアカード含有率の低さ（50枚中SR1枚、R4枚、C45枚）によるモチベーションの低下などにより、稼動からわずか1ヶ月程度で人気は大きく落ち込んでしまい、そのためクレジットサービスに踏み切る店も少なくなかった。
同年9月24日に新たな追加カードを加え各使い魔や装備の性能を調整した新バージョン『神々への離反』が稼動した。主な変更点は一部使い魔の調整、排出率の変更、ヴァルキリープロファイルやドラッグオンドラグーンといった作品のキャラクターの参戦等。
稼動から約3ヶ月という短い期間での大型バージョンアップはアーケードゲームとしては極めて異例だが、雑誌インタビュー記事でのスタッフの談によれば、これは稼動前から既に予定されていたものであるとのこと。『神々への離反』においては、極端過ぎた要素の下方修正、冷遇されてきた要素の上方修正の両方でバランス修正が行われるとともに、他作品からのゲスト出演やレアカードの含有率も見直しが行われた。
同年11月1日より全国大会の開催に伴い各地で予選が開催され、2009年1月11日より決勝大会が行われた。上記の全国大会モードでプレイを行うと以下の制限が設けられた。
- 主人公のレベルは40で固定
- 主人公の属性耐性は0%で固定
- 使い魔のレベルは全てMAXで固定
- オーバーキルは武器の性能に関わらずLV1・LV2・LV3全て使用可能
- 携帯サイトで入手出来る装飾品の効果は適用されない
- 経験値や装備品の獲得は一切無し

会場となった品川プリンスホテルには多数のプレイヤーが押し寄せ、見事1位の座を勝ち取った「新藤景」には、「狂乱神」の称号が与えられた。
2009年1月13日に新バージョン『新たなる胎動』が稼動した。新たな追加カードや各使い魔や装備の性能を調整しただけでなく新要素である「宝玉システム」「移動速度が上がったり、HPが奪われる特殊フィールド」等が追加されている。どうにも戦闘一辺倒になりがちな現状からの脱却を目指し、今までに無い特殊技の追加が大きな話題を呼んだ。しかし超獣に属するSRワーライオンの特殊技（効果範囲内味方の攻撃力の強化及び攻撃範囲の拡大）は稼動直後から大きく取り沙汰され、その特殊技時間中の驚異的な戦闘力から「壊れ」との非難が相次ぎ、排出2週間で特殊技時間の下方修正が加えられる事となった。またこのバージョンから、前バージョンまでのCカードを対象にEXCが排出されるようになった。
同年3月6日から3日間本作では初のオンラインイベント大会モードである「生贄の祭典」が行われた。通常のゲームモードとは別に選択が可能となっておりイベントモードでは以下の設定が適用された。
- マッチング相手は通常のオンライン対戦とは異なり全ての階級のプレイヤーとマッチする
- 主人公のレベルは40で固定
- 主人公の属性耐性は0%で固定
- 使い魔のレベルは全てMAXで固定
- オーバーキルは武器の性能に関わらずLV1・LV2・LV3全て使用可能
- 携帯サイトで入手出来る装飾品の効果は適用されない
- 武器以外の装備品はあらかじめ用意された物を使用
- サクリファイスが2回使用可能

その後、オンラインイベントは4月11日から12日でコスト20以下の使い魔のみ使用可能な「百鬼たちの夜会」、6月13日から14日でC・EXCのカード限定で使用可能な「コモン・フェスティバル」、7月18日から20日で登録できる使い魔コストが通常の90から120となる「リミットブレイク大会」が開催され、成績優秀者は特殊な称号を手に入れることができた。
同年4月よりVer1.3『煉獄からの誘い』が稼動、新カードの追加も行われた。今回のバージョンでは防御力80以上のプレイヤーキャラ及び使い魔に対するダメージ修正が入り、防御力の高い使い魔を倒しやすくなった反面、防御の高さを生かした戦術が出来なくなった為に相対的に弱体化した使い魔も多くなった。またトラップ技の設置から発動までの時間が延びた為にそれを使った戦術の使い魔を扱うのも難しくなった。
約1ヵ月半後に使い魔に関しては防御力101以上になってからダメージ計算に修正が入ることになった。よって以前の堅さにおおよそ戻ることとなった。
同年7月よりVer1.4『混沌への回帰』が稼動。今回の追加では神族に多かった単体ダメージ攻撃の特殊技を持つ使い魔が多く追加されており、これによって他種族とのバランスを取っているようにも見えるが「逆に種族間の個性が薄れるのでは？」という指摘もされている。このバージョンのみ、当初からVer1.3のものだけでなく、Ver1.4のCも当初からEXCとして排出されている。
同年8月に次作LORD of VERMILION IIを発表。後に稼働日は10月27日と発表された。また、10月17日に第2回の全国大会がディファ有明で行われ、優勝した「ADL」に「紅蓮の獄皇」の称号が与えられた。
10月27日から予定通りIIが稼動開始。ファイナルファンタジーIV、ロマンシング サ・ガ2、マジック:ザ・ギャザリングが参戦し上記のとおり大幅に新要素が増えている。またこれにあわせてIの使い魔全てが、特殊技を使用可能になる時間がIIの同コスト使い魔に比べて大幅に延びる修正が行われ、ステータス的に優秀な一部の使い魔を除いてIの使い魔の使用がしづらくなった。なお、IIへ完全移行したわけではなく、店舗によってはIもまだオンライン状態で稼動している箇所もあったが、IIへ移行したNESYSカードではIのプレイはできず、またIIのカードはIでは認識されない。IIのカードは、Iでは使い魔カードごとに設定されていたヒットポイント (HP) が使い魔のコストにより一律とされた。
2010年3月3日からIIに移行してから初の新バージョン『深淵ヨリ招かれしモノ』の稼動が決定。新規の使い魔としてファイナルファンタジーXIからの参戦が発表され、またVer1からサキュバスとテティスの復活が決定した。
2010年7月10日には、JCBホールにて第3回の全国大会が開催され、IIに移行してから初の公式大会となった。今大会でも、前々回・前回優勝者や優勝候補のプレイヤーが相次いで敗退するという大波乱が展開される、文字通りハイレベルな激戦が繰り広げられ、優勝した「D.C.」には「双焔の王」の称号が贈られた。
またこれの直前に、2010年7月26日より稼働開始となる、IIの最新バージョン『ULTIMATE VERSION』の登場が発表され、以下の新要素が実装される。
- カードのレアリティに、新たに「アルティメットレア (UR)」が追加。
- シングルモードに新モード「チャレンジクエスト」モードが追加。
- 聖剣伝説2からフラミーとポポイ、ファイナルファンタジーVIからケフカがそれぞれ参戦。
- 旧バージョンのカードからロキが復活。

さらに前述の第3回全国大会では、新たにロマンシング サ・ガ3から四魔貴族の参戦が発表された。
2010年7月26日より上記要素が反映された『ULTIMATE VERSION』の稼動。その後、2010年12月8日にロード オブ アルカナやIからのものを含むカード追加とUSの効果修正を伴う『ULTIMATE VERSION 狂気ノ輪廻』が稼動。2011年3月31日には新カードの追加は行わないものの、使い魔の特殊技やUSの効果の大幅変更を伴うビッグマイナーアップデートが行われた。2011年4月23日〜24日にIの時と同様登録コストが通常の90から120になるオンラインイベント大会「リミットブレイク2」が開催された。
2011年7月26日にメジャーアップデートである『LORD of VERMILION Re:2』の稼働開始が予告された。その時点での発表内容は以下の通り。
- 以下の他社作品からゲストキャラクターが参戦。
  - セガ（後のセガ・インタラクティブ）『三国志大戦』シリーズより - 関羽
  - SNKプレイモア『ザ・キング・オブ・ファイターズ』シリーズより - 草薙京、八神庵
  - アークシステムワークス『BLAZBLUE』シリーズより - ラグナ、ジン、ノエル
- IIになった際に、同一コストなら同一と変更された使い魔のHPが、I同様使い魔ごと設定に再変更。それに伴いIIのカードへの修正が予告された。
- 新たに「降魔」が追加。

7月26日に、予定通りRe:2が稼働開始。ファイナルファンタジーIXからの参戦も行われた。IIで排出されていたカード及び今バージョンからのカードが排出されるがこの際、上記変更の他にIIの多くのカードでスキル・コスト・ステータス変更（IIのカードに記載されているスキルが新カードでは削除・追加されている、ステータスや移動速度が上下している等）の修正が行われた。I・IIのカードは使用可能だが、IのカードはIIの時同様に特殊技の使用時間が余計にかかる・強化技の効果がII・Re:2のカードより弱体化される修正が入っており、IIのカードはRe:2での同カード相当に読み替えられる。また、特定の使い魔を使用して勝利した際に得られる特別称号の取得条件が変更・追加された。
10月4日に、カードの追加のないマイナーバージョンアップながら各使い魔の特殊技の効果の調整に加え、一定以上の称号では対人戦の結果により昇格だけではなく降格も発生する天珠システムが開始された。
2012年1月19日にカード追加を伴うバージョンアップ『慟哭』が稼働開始し、ロード オブ アポカリプス、魔法使いの夜、まおゆう魔王勇者、ブラック★ロックシューター、ニーア ゲシュタルト/レプリカントからそれぞれゲストキャラが追加された。また、公式全国大会であるOVER the LORD 第四章が開催され、決勝大会は8月19日に行われた。
10月31日にはRe:2の新バージョン版『再征』が稼働した。ペルソナシリーズ、英雄伝説VI 空の軌跡、ファンタジーアース ゼロ、東方Project、スターオーシャンシリーズ、ヴァルキリープロファイル2 -シルメリア-の参戦と使い魔のカードが新たに追加されている。
また2013年2月には、Re:2の続編となる『LORD of VERMILION III』を発表。3月よりロケテストが行われ、稼働日は2013年8月22日。今作よりオンラインシステムにNESiCAxLiveを使用するため、使用ICカードが専用のNESYSカードから共用のNESiCAカードに変更される。また筺体のプレイスクリーンがタッチパネルになりレバーがなくなり、それまでの1vs1又はCPU戦というスタイルから4vs4又はCPU戦となる、Re:2までの使い魔カードは使用不可となる、施設についても変更が入る等、システムにも大幅な変更が入る全くの別ゲームとなる。
9月26日に、Re:2の運営を10月30日で終了する旨アナウンスされた。以降はオフラインモードのみでのプレイとなり、オンラインで記録されているNESYSカードのデータをプレイに反映することや、結果を記録することはできなくなる。また対戦も全国対戦は不可になり、ローカルモードのみとなる。また、携帯サービスのLoV.netの年内終了もあわせてアナウンスされた。